# Gvia HaMedina 2013-2014
La Coppa d'Israele 2013-2014 (in ebraico 2013-2014 גביע המדינה, Gvia HaMedina 2013-2014, cioè "Coppa di Stato 2013-2014") è stata l'81ª edizione della competizione, la 60ª dalla nascita dello Stato di Israele. Il torneo è iniziato il 31 agosto 2013 ed è terminato l'8 maggio 2014. La squadra vincitrice ha guadagnato l'accesso al terzo turno di qualificazione della UEFA Europa League 2014-2015.

## Settimo turno
Al torneo hanno preso parte tutte le squadre iscritte all'IFA. Per ragioni di semplicità, i primi sei turni sono qui pretermessi.
Le partite del settimo turno hanno visto di fronte le 16 vincitrici del sesto turno contro 12 delle 16 partecipanti alla Liga Leumit.
| Squadra 1                | Risultato       | Squadra 2                |
| ------------------------ | --------------- | ------------------------ |
| 7 gennaio 2014           |                 |                          |
| Hapoel Mahane Yehuda     | 1 – 3           | Hapoel Petah Tiqwa       |
| Hapoel Hadera            | 0 – 3           | Shimshon Kafr Tayibe     |
| Hapoel Ironi Baka        | 2 – 1           | Hapoel Migdal Haemek     |
| Hapoel Azor              | 1 – 2           | Nazareth Illit           |
| Maccabi Ma'alot-Tarshiha | 3 – 0           | Hakoah Ramat Gan         |
| Hapoel Daliyat al-Karmel | 0 – 0 (1–3 dcr) | Hapoel Rishon LeZion     |
| Maccabi I. Bat Yam       | 3 – 0           | Maccabi Kabilio Giaffa   |
| Maccabi Natanya          | 1 – 0           | Ahva Arraba              |
| Hapoel Afula             | 6 – 2           | Hapoel Daliyat al-Karmel |
| Hapoel Lod               | 2 – 2 (4–3 dcr) | Maccabi Ironi Netivot    |
| 8 gennaio 2014           |                 |                          |
| Hapoel Gerusalemme       | 0 – 1           | Kafr Qasim               |
| Hapoel Kfar Shalem       | 0 – 1           | Hapoel Katamon G.        |
| Hapoel Ashkelon          | 1 – 2           | Maccabi Sha'arayim       |
| Hapoel Herzliya          | 1 – 3           | Hapoel Kfar Saba         |

## Sedicesimi di Finale
| Squadra 1                | Risultato       | Squadra 2            |
| ------------------------ | --------------- | -------------------- |
| 28 gennaio 2014          |                 |                      |
| Maccabi Ma'alot-Tarshiha | 4 – 2           | Hapoel Ironi Baka    |
| Hapoel Kfar Saba         | 1 – 1 (4–3 dcr) | Maccabi Ahi Nazaret  |
| Hapoel Katamon G.        | 0 – 1           | Hapoel Rishon LeZion |
| Ironi R. HaSharon        | 4 – 0           | Maccabi Umm al-Fahm  |
| Ironi K. Shmona          | 3 – 0           | Hapoel Akko          |
| Maccabi Petah Tiqwa      | 4 – 1           | Maccabi Yavne        |
| Hapoel Lod               | 3 – 2 (dts)     | Hapoel Afula         |
| Shimshon Kafr Tayibe     | 0 – 1           | Nazareth Illit       |
| Hapoel Be'er Sheva       | 4 – 0           | Maccabi Sha'arayim   |
| Hapoel Ramat Gan         | 1 – 3 (dts)     | Maccabi Natanya      |
| Ashdod                   | 2 – 1 (dts)     | Maccabi Tel Aviv     |
| 29 gennaio 2014          |                 |                      |
| Hapoel Petah Tiqwa       | 2 – 1           | Bnei Yehuda          |
| Hapoel Ra'anana          | 0 – 0 (8–7 dcr) | Maccabi Haifa        |
| Kafr Qasim               | 1 – 2           | Bnei Sakhnin         |
| Beitar Gerusalemme       | 2 – 0           | Maccabi I. Bat Yam   |
| Hapoel Tel Aviv          | 1 – 2           | Hapoel Haifa         |

## Ottavi di Finale
| Squadra 1                | Risultato        | Squadra 2            |
| ------------------------ | ---------------- | -------------------- |
| 11 febbraio 2014         |                  |                      |
| Maccabi Ma'alot-Tarshiha | 2 - 1            | Hapoel Petah Tiqwa   |
| Maccabi Natanya          | 1 – 0            | Nazareth Illit       |
| Bnei Sakhnin             | 0 – 1            | Hapoel Rishon LeZion |
| Ironi R. HaSharon        | 1 – 1 (8–7 (dcr) | Ashdod               |
| Hapoel Lod               | 0 - 1            | Beitar Gerusalemme   |
| 12 febbraio 2014         |                  |                      |
| Hapoel Ra'anana          | 1 – 2 (dts)      | Maccabi Petah Tiqwa  |
| Hapoel Haifa             | 0 – 3            | Ironi K. Shmona      |
| Hapoel Kfar Saba         | 0 - 2            | Hapoel Be'er Sheva   |

## Quarti di Finale
| Squadra 1            | Risultato | Squadra 2                |
| -------------------- | --------- | ------------------------ |
| 25 marzo 2014        |           |                          |
| Maccabi Petah Tiqwa  | 8 – 0     | Maccabi Ma'alot-Tarshiha |
| Maccabi Natanya      | 3 - 0     | Ironi R. HaSharon        |
| Hapoel Rishon LeZion | 2 – 3     | Hapoel Be'er Sheva       |
| 26 marzo 2014        |           |                          |
| Ironi K. Shmona      | 2 - 0     | Beitar Gerusalemme       |

## Semifinali
| Squadra 1           | Risultato | Squadra 2          |
| ------------------- | --------- | ------------------ |
| 16 aprile 2014      |           |                    |
| Maccabi Petah Tiqwa | 1 - 2     | Maccabi Natanya    |
| Ironi K. Shmona     | 2 - 1     | Hapoel Be'er Sheva |

## Finale
| Netanya 7 maggio 2014, ore 19:00 UTC+2           | Ironi K. Shmona | 1 – 0 (d.t.s.) | Maccabi Netanya | Netanya Stadium (8.000 spett.) |
| \| \| \| \| \| Ahmed Abed 97’ \| Marcatori \| \| |                 |                |                 |                                |
|                                                  |                 |                |                 |                                |
| Ahmed Abed 97’                                   | Marcatori       |                |                 |                                |